# Tênis de mesa nos Jogos Pan-Americanos de 2011 - Equipes femininas
A competição por equipes femininas foi um dos eventos do tênis de mesa nos Jogos Pan-Americanos de 2011, em Guadalajara. Foi disputada no Domo do CODE entre os dias 15 e 17 de outubro.

## Calendário
Horário local (UTC-6).
| Data          | Horário | Fase             |
| ------------- | ------- | ---------------- |
| 15 de outubro | 10:00   | Qualificação     |
| 16 de outubro | 12:00   | Quartas-de-final |
| 16 de outubro | 16:00   | Semifinal        |
| 17 de outubro | 10:00   | Final            |

## Medalhistas
|  | DOM República Dominicana        |  | VEN Venezuela                                |  | COL Colômbia                             |  | USA Estados Unidos              |
|  | Eva Brito Johenny Valdez Wu Xue |  | Ruaida Ezzeddine Luisana Pérez Fabiola Ramos |  | Johana Araque Paula Medina Luisa Zuluaga |  | Ariel Hsing Erica Wu Lily Zhang |

## Fase de grupos

### Grupo A
| País                     | J | V | D | PF | PC | Pts |
| ------------------------ | - | - | - | -- | -- | --- |
| USA Estados Unidos       | 2 | 2 | 0 | 6  | 2  | 4   |
| DOM República Dominicana | 2 | 1 | 1 | 5  | 4  | 3   |
| PER Peru                 | 2 | 0 | 2 | 1  | 6  | 2   |

| 15 de outubro 10:00  | Relatório            | USA Estados Unidos   | 3 – 0 | PER Peru                    | Domo do CODE, Guadalajara |
| 15 de outubro 10:00  | Relatório            | Placar por jogo:     |       |                             | Domo do CODE, Guadalajara |
| 15 de outubro 10:00  | Relatório            | Ariel Hsing          | 3–1   | Angela Mori                 | Domo do CODE, Guadalajara |
| Lily Zhang           | Lily Zhang           | Lily Zhang           | 3–1   | María Soto                  |                           |
| Erica Wu/Ariel Hsing | Erica Wu/Ariel Hsing | Erica Wu/Ariel Hsing | 3–1   | Francesca Vargas/María Soto |                           |
|                      |                      |                      |       |                             |                           |
|                      |                      |                      |       |                             |                           |

| 15 de outubro 14:00      | Relatório                | DOM República Dominicana | 2 – 3 | USA Estados Unidos   | Domo do CODE, Guadalajara |
| 15 de outubro 14:00      | Relatório                | Placar por jogo:         |       |                      | Domo do CODE, Guadalajara |
| 15 de outubro 14:00      | Relatório                | Wu Xue                   | 3–0   | Ariel Hsing          | Domo do CODE, Guadalajara |
| Johenny Valdez           | Johenny Valdez           | Johenny Valdez           | 0–3   | Lilly Zhang          |                           |
| Eva Brito/Johenny Valdez | Eva Brito/Johenny Valdez | Eva Brito/Johenny Valdez | 1–3   | Erica Wu/Lilly Zhang |                           |
| Wu Xue                   | Wu Xue                   | Wu Xue                   | 3–0   | Erica Wu             |                           |
| Eva Brito                | Eva Brito                | Eva Brito                | 0–3   | Ariel Hsing          |                           |

| 15 de outubro 18:00         | Relatório                   | PER Peru                    | 1 – 3 | DOM República Dominicana | Domo do CODE, Guadalajara |
| 15 de outubro 18:00         | Relatório                   | Placar por jogo:            |       |                          | Domo do CODE, Guadalajara |
| 15 de outubro 18:00         | Relatório                   | Angela Mori                 | 1–3   | Eva Brito                | Domo do CODE, Guadalajara |
| María Soto                  | María Soto                  | María Soto                  | 1–3   | Wu Xue                   |                           |
| Francesca Vargas/María Soto | Francesca Vargas/María Soto | Francesca Vargas/María Soto | 3–2   | Johenny Valdez/Eva Brito |                           |
| Angela Mori                 | Angela Mori                 | Angela Mori                 | 0–3   | Johenny Valdez           |                           |
|                             |                             |                             |       |                          |                           |

### Grupo B
| País       | J | V | D | PF | PC | Pts |
| ---------- | - | - | - | -- | -- | --- |
| BRA Brasil | 2 | 2 | 0 | 6  | 3  | 4   |
| CUB Cuba   | 2 | 1 | 1 | 5  | 5  | 3   |
| MEX México | 2 | 0 | 2 | 3  | 6  | 2   |

| 15 de outubro 10:00            | Relatório                      | MEX México                     | 1 – 3 | BRA Brasil                       | Domo do CODE, Guadalajara |
| 15 de outubro 10:00            | Relatório                      | Placar por jogo:               |       |                                  | Domo do CODE, Guadalajara |
| 15 de outubro 10:00            | Relatório                      | Yadira Silva                   | 3–2   | Jéssica Yamada                   | Domo do CODE, Guadalajara |
| Mercedes Madrid                | Mercedes Madrid                | Mercedes Madrid                | 0–3   | Lígia Silva                      |                           |
| Monica Serrano/Mercedes Madrid | Monica Serrano/Mercedes Madrid | Monica Serrano/Mercedes Madrid | 1–3   | Caroline Kumahara/Jéssica Yamada |                           |
| Yadira Silva                   | Yadira Silva                   | Yadira Silva                   | 2–3   | Caroline Kumahara                |                           |
|                                |                                |                                |       |                                  |                           |

| 15 de outubro 14:00            | Relatório                      | CUB Cuba                       | 2 – 3 | BRA Brasil                       | Domo do CODE, Guadalajara |
| 15 de outubro 14:00            | Relatório                      | Placar por jogo:               |       |                                  | Domo do CODE, Guadalajara |
| 15 de outubro 14:00            | Relatório                      | Leisy Jiménez                  | 0–3   | Jéssica Yamada                   | Domo do CODE, Guadalajara |
| Lisi Castillo                  | Lisi Castillo                  | Lisi Castillo                  | 3–1   | Lígia Silva                      |                           |
| Glendys González/Leisy Jiménez | Glendys González/Leisy Jiménez | Glendys González/Leisy Jiménez | 3–1   | Caroline Kumahara/Jéssica Yamada |                           |
| Lisi Castillo                  | Lisi Castillo                  | Lisi Castillo                  | 0–3   | Caroline Kumahara                |                           |
| Glendys González               | Glendys González               | Glendys González               | 0–3   | Lígia Silva                      |                           |

| 15 de outubro 18:00            | Relatório                      | MEX México                     | 2 – 3 | CUB Cuba                       | Domo do CODE, Guadalajara |
| 15 de outubro 18:00            | Relatório                      | Placar por jogo:               |       |                                | Domo do CODE, Guadalajara |
| 15 de outubro 18:00            | Relatório                      | Yadira Silva                   | 3–1   | Glendys González               | Domo do CODE, Guadalajara |
| Monica Serrano                 | Monica Serrano                 | Monica Serrano                 | 0–3   | Lisi Castillo                  |                           |
| Mercedes Madrid/Monica Serrano | Mercedes Madrid/Monica Serrano | Mercedes Madrid/Monica Serrano | 2–3   | Leisy Jiménez/Glendys González |                           |
| Yadira Silva                   | Yadira Silva                   | Yadira Silva                   | 3–1   | Leisy Jiménez                  |                           |
| Mercedes Madrid                | Mercedes Madrid                | Mercedes Madrid                | 0–3   | Lisi Castillo                  |                           |

### Grupo C
| País          | J | V | D | PF | PC | Pts |
| ------------- | - | - | - | -- | -- | --- |
| CAN Canadá    | 2 | 2 | 0 | 6  | 1  | 4   |
| CHI Chile     | 2 | 1 | 1 | 4  | 3  | 3   |
| GUA Guatemala | 2 | 0 | 2 | 0  | 6  | 2   |

| 15 de outubro 10:00 | Relatório           | CAN Canadá          | 3 – 0 | GUA Guatemala                 | Domo do CODE, Guadalajara |
| 15 de outubro 10:00 | Relatório           | Placar por jogo:    |       |                               | Domo do CODE, Guadalajara |
| 15 de outubro 10:00 | Relatório           | Zhang Mo            | 3–0   | Andrea Estrada                | Domo do CODE, Guadalajara |
| Anqi Luo            | Anqi Luo            | Anqi Luo            | 3–2   | Mabelyn Enríquez              |                           |
| Anqi Luo/Shirley Fu | Anqi Luo/Shirley Fu | Anqi Luo/Shirley Fu | 3–1   | Mabelyn Enríquez/Analdy López |                           |
|                     |                     |                     |       |                               |                           |
|                     |                     |                     |       |                               |                           |

| 15 de outubro 14:00 | Relatório           | CAN Canadá          | 3 – 1 | CHI Chile                    | Domo do CODE, Guadalajara |
| 15 de outubro 14:00 | Relatório           | Placar por jogo:    |       |                              | Domo do CODE, Guadalajara |
| 15 de outubro 14:00 | Relatório           | Zhang Mo            | 3–1   | Judith Morales               | Domo do CODE, Guadalajara |
| Luo Anqi            | Luo Anqi            | Luo Anqi            | 3–2   | Paulina Vega                 |                           |
| Shirley Fu/Luo Anqi | Shirley Fu/Luo Anqi | Shirley Fu/Luo Anqi | 0–3   | Berta Rodríguez/Paulina Vega |                           |
| Zhang Mo            | Zhang Mo            | Zhang Mo            | 3–0   | Berta Rodríguez              |                           |
|                     |                     |                     |       |                              |                           |

| 15 de outubro 18:00            | Relatório                      | CHI Chile                      | 3 – 0 | GUA Guatemala                 | Domo do CODE, Guadalajara |
| 15 de outubro 18:00            | Relatório                      | Placar por jogo:               |       |                               | Domo do CODE, Guadalajara |
| 15 de outubro 18:00            | Relatório                      | Paulina Vega                   | 3–0   | Mabelyn Enríquez              | Domo do CODE, Guadalajara |
| Berta Rodríguez                | Berta Rodríguez                | Berta Rodríguez                | 3–2   | Andrea Estrada                |                           |
| Judith Morales/Berta Rodríguez | Judith Morales/Berta Rodríguez | Judith Morales/Berta Rodríguez | 3–1   | Analdy López/Mabelyn Enríquez |                           |
|                                |                                |                                |       |                               |                           |
|                                |                                |                                |       |                               |                           |

### Grupo D
| País            | J | V | D | PF | PC | Pts |
| --------------- | - | - | - | -- | -- | --- |
| VEN Venezuela   | 2 | 2 | 0 | 6  | 2  | 4   |
| COL Colômbia    | 2 | 1 | 1 | 4  | 4  | 3   |
| ESA El Salvador | 2 | 0 | 2 | 2  | 6  | 2   |

| 15 de outubro 10:00      | Relatório                | ESA El Salvador          | 1 – 3 | COL Colômbia                | Domo do CODE, Guadalajara |
| 15 de outubro 10:00      | Relatório                | Placar por jogo:         |       |                             | Domo do CODE, Guadalajara |
| 15 de outubro 10:00      | Relatório                | Wang De Ying             | 3–1   | Paula Medina                | Domo do CODE, Guadalajara |
| Sandra Orellana          | Sandra Orellana          | Sandra Orellana          | 0–3   | Johana Araque               |                           |
| Karla Pérez/Wang De Ying | Karla Pérez/Wang De Ying | Karla Pérez/Wang De Ying | 1–3   | Luisa Zuluaga/Johana Araque |                           |
| Sandra Orellana          | Sandra Orellana          | Sandra Orellana          | 0–3   | Luisa Zuluaga               |                           |
|                          |                          |                          |       |                             |                           |

| 15 de outubro 14:00            | Relatório                      | VEN Venezuela                  | 3 – 1 | COL Colômbia                | Domo do CODE, Guadalajara |
| 15 de outubro 14:00            | Relatório                      | Placar por jogo:               |       |                             | Domo do CODE, Guadalajara |
| 15 de outubro 14:00            | Relatório                      | Fabiola Ramos                  | 3–2   | Johana Araque               | Domo do CODE, Guadalajara |
| Luisana Pérez                  | Luisana Pérez                  | Luisana Pérez                  | 0–3   | Paula Medina                |                           |
| Ruaida Ezzeddine/Luisana Pérez | Ruaida Ezzeddine/Luisana Pérez | Ruaida Ezzeddine/Luisana Pérez | 3–1   | Luisa Zuluaga/Johana Araque |                           |
| Fabiola Ramos                  | Fabiola Ramos                  | Fabiola Ramos                  | 3–0   | Luisa Zuluaga               |                           |
|                                |                                |                                |       |                             |                           |

| 15 de outubro 18:00            | Relatório                      | VEN Venezuela                  | 3 – 1 | ESA El Salvador              | Domo do CODE, Guadalajara |
| 15 de outubro 18:00            | Relatório                      | Placar por jogo:               |       |                              | Domo do CODE, Guadalajara |
| 15 de outubro 18:00            | Relatório                      | Fabiola Ramos                  | 3–1   | Karla Pérez                  | Domo do CODE, Guadalajara |
| Luisana Pérez                  | Luisana Pérez                  | Luisana Pérez                  | 3–2   | Wang De Ying                 |                           |
| Ruaida Ezzeddine/Luisana Pérez | Ruaida Ezzeddine/Luisana Pérez | Ruaida Ezzeddine/Luisana Pérez | 2–3   | Sandra Orellana/Wang De Ying |                           |
| Fabiola Ramos                  | Fabiola Ramos                  | Fabiola Ramos                  | 3–1   | Sandra Orellana              |                           |
|                                |                                |                                |       |                              |                           |

## Fase final
|  | Quartas-de-final | Quartas-de-final         | Quartas-de-final | Quartas-de-final         | Quartas-de-final | Quartas-de-final | Quartas-de-final |                    |                          | Semifinal | Semifinal | Semifinal | Semifinal | Semifinal | Semifinal | Semifinal |  |  | Final | Final         | Final | Final | Final | Final | Final |
|  |                  |                          |                  |                          |                  |                  |                  |                    |                          |           |           |           |           |           |           |           |  |  |       |               |       |       |       |       |       |
|  |                  | USA Estados Unidos       | 3                | 3                        | 1                | 3                |                  |                    |                          |           |           |           |           |           |           |           |  |  |       |               |       |       |       |       |       |
|  |                  | CHI Chile                | 0                | 1                        | 3                | 0                |                  |                    |                          |           |           |           |           |           |           |           |  |  |       |               |       |       |       |       |       |
|  |                  | CHI Chile                | 0                | 1                        | 3                | 0                |                  | USA Estados Unidos | 3                        | 0         | 1         | 3         | 0         |           |           |           |  |  |       |               |       |       |       |       |       |
|  |                  |                          |                  |                          |                  |                  |                  | USA Estados Unidos | 3                        | 0         | 1         | 3         | 0         |           |           |           |  |  |       |               |       |       |       |       |       |
|  |                  |                          | VEN Venezuela    | 0                        | 3                | 3                | 1                | 3                  |                          |           |           |           |           |           |           |           |  |  |       |               |       |       |       |       |       |
|  |                  | CUB Cuba                 | VEN Venezuela    | 0                        | 3                | 3                | 1                | 3                  | 3                        | 1         | 1         | 3         | 1         |           |           |           |  |  |       |               |       |       |       |       |       |
|  |                  | CUB Cuba                 |                  |                          |                  |                  |                  |                    | 3                        | 1         | 1         | 3         | 1         |           |           |           |  |  |       |               |       |       |       |       |       |
|  |                  | VEN Venezuela            | 2                | 3                        | 3                | 0                | 3                |                    |                          |           |           |           |           |           |           |           |  |  |       |               |       |       |       |       |       |
|  |                  |                          |                  |                          |                  |                  |                  |                    |                          |           |           |           |           |           |           |           |  |  |       | VEN Venezuela | 0     | 2     | 3     | 3     | 0     |
|  |                  |                          |                  | DOM República Dominicana | 3                | 3                | 0                | 0                  | 3                        |           |           |           |           |           |           |           |  |  |       |               |       |       |       |       |       |
|  |                  | CAN Canadá               | 3                | 1                        | 0                | 3                | 0                |                    |                          |           |           |           |           |           |           |           |  |  |       |               |       |       |       |       |       |
|  |                  | DOM República Dominicana | 1                | 3                        | 3                | 0                | 3                |                    |                          |           |           |           |           |           |           |           |  |  |       |               |       |       |       |       |       |
|  |                  | DOM República Dominicana | 1                | 3                        | 3                | 0                | 3                |                    | DOM República Dominicana | 3         | 3         | 1         | 3         |           |           |           |  |  |       |               |       |       |       |       |       |
|  |                  |                          |                  |                          |                  |                  |                  |                    | DOM República Dominicana | 3         | 3         | 1         | 3         |           |           |           |  |  |       |               |       |       |       |       |       |
|  |                  |                          | COL Colômbia     | 0                        | 1                | 3                | 0                |                    |                          |           |           |           |           |           |           |           |  |  |       |               |       |       |       |       |       |
|  |                  | COL Colômbia             | COL Colômbia     | 0                        | 1                | 3                | 0                | 3                  | 2                        | 3         | 3         |           |           |           |           |           |  |  |       |               |       |       |       |       |       |
|  |                  | COL Colômbia             |                  |                          |                  |                  |                  | 3                  | 2                        | 3         | 3         |           |           |           |           |           |  |  |       |               |       |       |       |       |       |
|  |                  | BRA Brasil               | 0                | 3                        | 2                | 2                |                  |                    |                          |           |           |           |           |           |           |           |  |  |       |               |       |       |       |       |       |

### Quartas-de-final
| 16 de outubro 12:00 | Relatório           | USA Estados Unidos  | 3 – 1 | CHI Chile                    | Domo do CODE, Guadalajara |
| 16 de outubro 12:00 | Relatório           | Placar por jogo:    |       |                              | Domo do CODE, Guadalajara |
| 16 de outubro 12:00 | Relatório           | Ariel Hsing         | 3–0   | Judith Morales               | Domo do CODE, Guadalajara |
| Lily Zhang          | Lily Zhang          | Lily Zhang          | 3–1   | Paulina Vega                 |                           |
| Erica Wu/Lily Zhang | Erica Wu/Lily Zhang | Erica Wu/Lily Zhang | 1–3   | Berta Rodríguez/Paulina Vega |                           |
| Ariel Hsing         | Ariel Hsing         | Ariel Hsing         | 3–0   | Berta Rodríguez              |                           |
|                     |                     |                     |       |                              |                           |

| 16 de outubro 12:00            | Relatório                      | CUB Cuba                       | 2 – 3 | VEN Venezuela                  | Domo do CODE, Guadalajara |
| 16 de outubro 12:00            | Relatório                      | Placar por jogo:               |       |                                | Domo do CODE, Guadalajara |
| 16 de outubro 12:00            | Relatório                      | Lisi Castillo                  | 3–2   | Ruaida Ezzeddine               | Domo do CODE, Guadalajara |
| Leisy Jiménez                  | Leisy Jiménez                  | Leisy Jiménez                  | 1–3   | Fabiola Ramos                  |                           |
| Glendys González/Leisy Jiménez | Glendys González/Leisy Jiménez | Glendys González/Leisy Jiménez | 1–3   | Luisana Pérez/Ruaida Ezzeddine |                           |
| Lisi Castillo                  | Lisi Castillo                  | Lisi Castillo                  | 3–0   | Luisana Pérez                  |                           |
| Glendys González               | Glendys González               | Glendys González               | 1–3   | Fabiola Ramos                  |                           |

| 16 de outubro 12:00 | Relatório           | CAN Canadá          | 2 – 3 | DOM República Dominicana | Domo do CODE, Guadalajara |
| 16 de outubro 12:00 | Relatório           | Placar por jogo:    |       |                          | Domo do CODE, Guadalajara |
| 16 de outubro 12:00 | Relatório           | Zhang Mo            | 3–1   | Wu Xue                   | Domo do CODE, Guadalajara |
| Luo Anqi            | Luo Anqi            | Luo Anqi            | 1–3   | Eva Brito                |                           |
| Shirley Fu/Luo Anqi | Shirley Fu/Luo Anqi | Shirley Fu/Luo Anqi | 0–3   | Johenny Valdez/Wu Xue    |                           |
| Zhang Mo            | Zhang Mo            | Zhang Mo            | 3–0   | Johenny Valdez           |                           |
| Shirley Fu          | Shirley Fu          | Shirley Fu          | 0–3   | Eva Brito                |                           |

| 16 de outubro 12:00        | Relatório                  | BRA Brasil                 | 1 – 3 | COL Colômbia                | Domo do CODE, Guadalajara |
| 16 de outubro 12:00        | Relatório                  | Placar por jogo:           |       |                             | Domo do CODE, Guadalajara |
| 16 de outubro 12:00        | Relatório                  | Jéssica Yamada             | 0–3   | Paula Medina                | Domo do CODE, Guadalajara |
| Caroline Kumahara          | Caroline Kumahara          | Caroline Kumahara          | 3–2   | Luisa Zuluaga               |                           |
| Lígia Silva/Jéssica Yamada | Lígia Silva/Jéssica Yamada | Lígia Silva/Jéssica Yamada | 2–3   | Johana Araque/Luisa Zuluaga |                           |
| Caroline Kumahara          | Caroline Kumahara          | Caroline Kumahara          | 2–3   | Johana Araque               |                           |
|                            |                            |                            |       |                             |                           |

### Semifinal
| 16 de outubro 16:00  | Relatório            | USA Estados Unidos   | 2 – 3 | VEN Venezuela                  | Domo do CODE, Guadalajara |
| 16 de outubro 16:00  | Relatório            | Placar por jogo:     |       |                                | Domo do CODE, Guadalajara |
| 16 de outubro 16:00  | Relatório            | Ariel Hsing          | 3–0   | Ruaida Ezzeddine               | Domo do CODE, Guadalajara |
| Lily Zhang           | Lily Zhang           | Lily Zhang           | 0–3   | Fabiola Ramos                  |                           |
| Erica Wu/Ariel Hsing | Erica Wu/Ariel Hsing | Erica Wu/Ariel Hsing | 1–3   | Luisana Pérez/Ruaida Ezzeddine |                           |
| Lily Zhang           | Lily Zhang           | Lily Zhang           | 3–1   | Luisana Pérez                  |                           |
| Erica Wu             | Erica Wu             | Erica Wu             | 0–3   | Fabiola Ramos                  |                           |

| 16 de outubro 16:00      | Relatório                | DOM República Dominicana | 3 – 1 | COL Colômbia                | Domo do CODE, Guadalajara |
| 16 de outubro 16:00      | Relatório                | Placar por jogo:         |       |                             | Domo do CODE, Guadalajara |
| 16 de outubro 16:00      | Relatório                | Wu Xue                   | 3–0   | Paula Medina                | Domo do CODE, Guadalajara |
| Eva Brito                | Eva Brito                | Eva Brito                | 3–1   | Luisa Zuluaga               |                           |
| Johenny Valdez/Eva Brito | Johenny Valdez/Eva Brito | Johenny Valdez/Eva Brito | 1–3   | Johana Araque/Luisa Zuluaga |                           |
| Wu Xue                   | Wu Xue                   | Wu Xue                   | 3–0   | Johana Araque               |                           |
|                          |                          |                          |       |                             |                           |

### Final
| 17 de outubro 10:00            | Relatório                      | VEN Venezuela                  | 2 – 3 | DOM República Dominicana | Domo do CODE, Guadalajara |
| 17 de outubro 10:00            | Relatório                      | Placar por jogo:               |       |                          | Domo do CODE, Guadalajara |
| 17 de outubro 10:00            | Relatório                      | Fabiola Ramos                  | 0–3   | Wu Xue                   | Domo do CODE, Guadalajara |
| Ruaida Ezzeddine               | Ruaida Ezzeddine               | Ruaida Ezzeddine               | 2–3   | Eva Brito                |                           |
| Luisana Pérez/Ruaida Ezzeddine | Luisana Pérez/Ruaida Ezzeddine | Luisana Pérez/Ruaida Ezzeddine | 3–0   | Johenny Valdez/Eva Brito |                           |
| Fabiola Ramos                  | Fabiola Ramos                  | Fabiola Ramos                  | 3–0   | Johenny Valdez           |                           |
| Luisana Pérez                  | Luisana Pérez                  | Luisana Pérez                  | 0–3   | Wu Xue                   |                           |